# Кожевники (Москва)
Коже́вники — историческая местность в Москве, в районах Замоскворечье и Даниловском.

## История

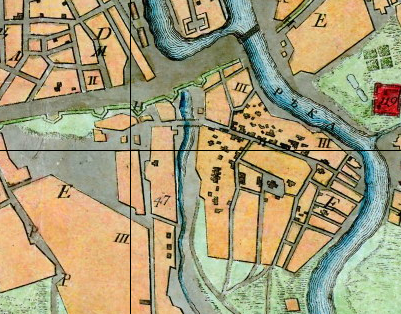
Кожевническая слобода на карте 1796 года.

В современных границах Кожевники располагаются от Садового кольца до Жукова проезда и от железнодорожных путей Павелецкого вокзала до Дербеневской набережной.
В XVI веке на этом месте возникла Кожевенная слобода, упоминаемая в грамоте 1544 года. Она была заселена ремесленниками, занимавшимися выделкой кож. Ещё раньше, в XV веке, из Великого посада ногайцы переселились сюда и основали Ногайский двор, где торговали лошадьми и выделывали их кожи. С XVII века существовала Кожевницкая полусотня, в разное время её тяглецами были Матвей Петрович Кашлев и Борис Герасимов. Во время чумы 1654 года в Кожевницкой полусотне умерло 157 человек, в живых осталось 43.
В XVIII веке исчез слободской уклад, но до начала XX века в Кожевниках было сосредоточено большинство кожевенных заводов Москвы. Район был центром кожевенного производства города: в XVIII веке из 19 московских кожевенных предприятий 17 находились в Кожевниках, в конце XIX века здесь действовали 19 кожевенных заводов, в том числе крупный завод «А. С. Бахрушин и сыновья» и завод «Поставщик», основанный в 1854 году. В честь рабочего и первого послереволюционного директора «Поставщика» Ивана Герасимовича Летникова Гусятниковская улица была переименована в Летниковскую. В 1922 году ряд мелких мастерских был объединён в обувную фабрику «Парижская коммуна».
В XVII веке в районе нынешнего Курского вокзала существовала Сыромятническая слобода, где тоже жили кожевники. Но они шкур не дубили, а вымачивали в квасе и затем мяли.
В конце XIX — начале XX века здесь находились мануфактуры и фабрики, одной из крупнейших в Российской империи была мануфактура «Товарищества Эмиль Циндель», позже переименованная в Первую ситценабивную фабрику, а затем в Ситценабивную фабрику объединения Мосхлоппром.
При основании слободы была построена церковь Живоначальной Троицы приблизительно в 1625 году. Позже, в XIX веке, были созданы церковь Успения Пресвятой Богородицы и церковь Петра и Павла в Петро-Николаевской богадельне. Все они были закрыты после прихода советской власти. Церковь Троицы в настоящее время действует, церковь Успения Богородицы снесена, а церковь Петра и Павла переделана в жилой дом.
В этой местности протекает Даниловский ручей и река Кожевнический вражек.

## Улицы, переулки, проезды и набережные Кожевников
| Современное название | Павелецкая площадь | Кожевническая | Шлюзовая набережная | Дербеневская набережная | Летниковская   | Дербеневская | 2-й Кожевнический переулок | 2-й Дербеневский переулок | Кожевнический Вражек |
| -------------------- | ------------------ | ------------- | ------------------- | ----------------------- | -------------- | ------------ | -------------------------- | ------------------------- | -------------------- |
| В XIX веке           | Павелецкая         | Кожевническая | Шлюзовая            | Дербеновская            | Гусятниковская | Дербеновская | Журихин переулок           | 2-й Дербеновский          | Кожевнический Вражек |
| В XVIII веке         | —                  | Кожевническая | —                   | —                       | Гусятниковская | Дербенская   | Большой Троицкий           | 3-й Успенский переулок    | Кожевнический Вражек |
| Фото                 |                    |               |                     |                         |                |              |                            |                           |                      |

| Современное название | Кожевнический проезд | 1-й Кожевнический переулок                 | Жуков проезд | 4-й Кожевнический переулок | 3-й Дербеневский переулок | 1-й Дербеневский переулок |
| -------------------- | -------------------- | ------------------------------------------ | ------------ | -------------------------- | ------------------------- | ------------------------- |
| В XIX веке           | (Большой) Марковский | Малый Троицкий                             | Жуков        | часть Малого Троицкого     | 1-й Дербеновский          | 4-й Дербеновский          |
| В XVIII веке         | Большой Марковский   | пер. Перегудова + Аверкиева + Жигаревского | Жуков        | —                          | —                         | 2-й Дербеновский          |
| Фото                 |                      |                                            |              |                            |                           |                           |

Между 1934 и 1939 годом упразднён 1-й Дербеновский переулок, ранее называвшийся Первый Успенский, Малый Успенский и Второй Банный. До 1934 был также упразднён 5-й Дербеновский переулок, ранее именовавшийся 3-й Дербеновский. Малый Марковский переулок был убран в конце 1920-х годов. 3-й Кожевнический ликвидирован в 1999 году, в середение XIX века он назывался Средний Троицкий. До середины XX века существовал Шлюзовой проезд, который соединял Кожевническую улицу и Шлюзовую набережную. В XIX веке он назывался Банный и Первый Банный.
Кожевническая улица в конце XIX — начале XX века на картах указывалась как Ивановская и Ивановка. Некоторое время существовали Огородный проезд и Второй Огородный проезд, а в 1916 году Кожевническая набережная стала частью Шлюзовой. До постройки вокзала на месте Павелецкой площади находилась улица Бахрушина.

## Галерея

Галерея
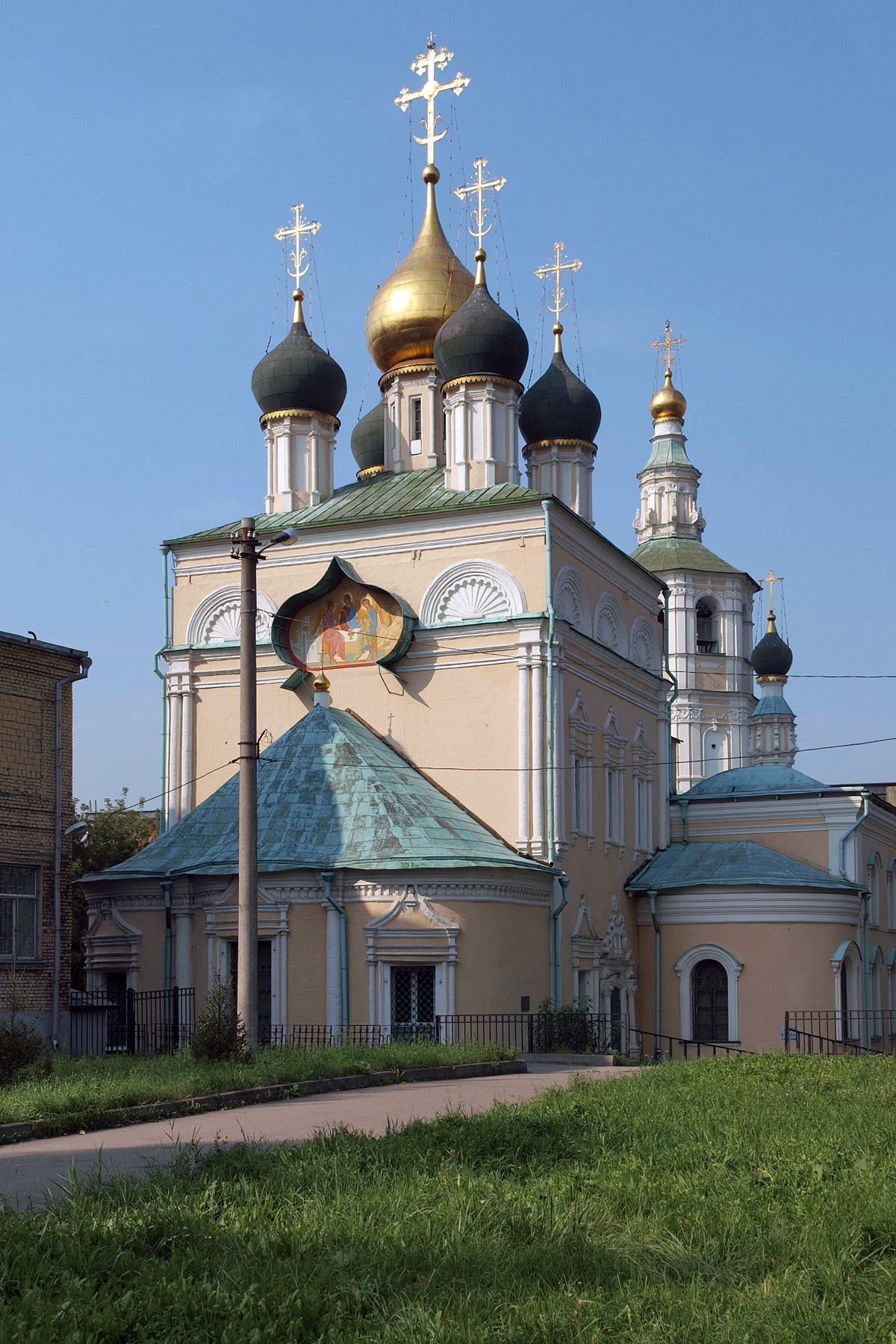
Церковь Троицы в Кожевниках
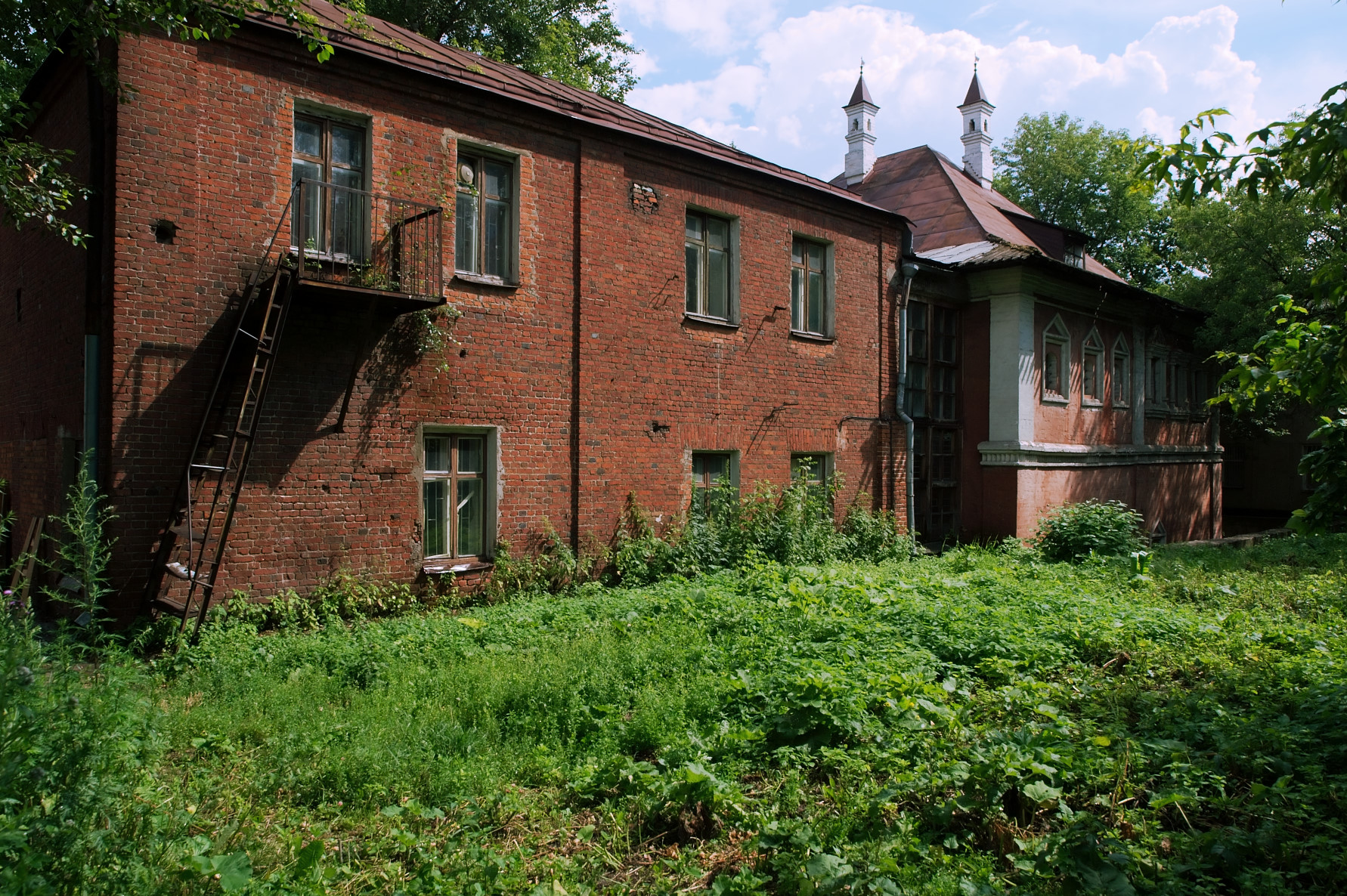
Палаты XVII века, Кожевническая ул., 19, корп. 6
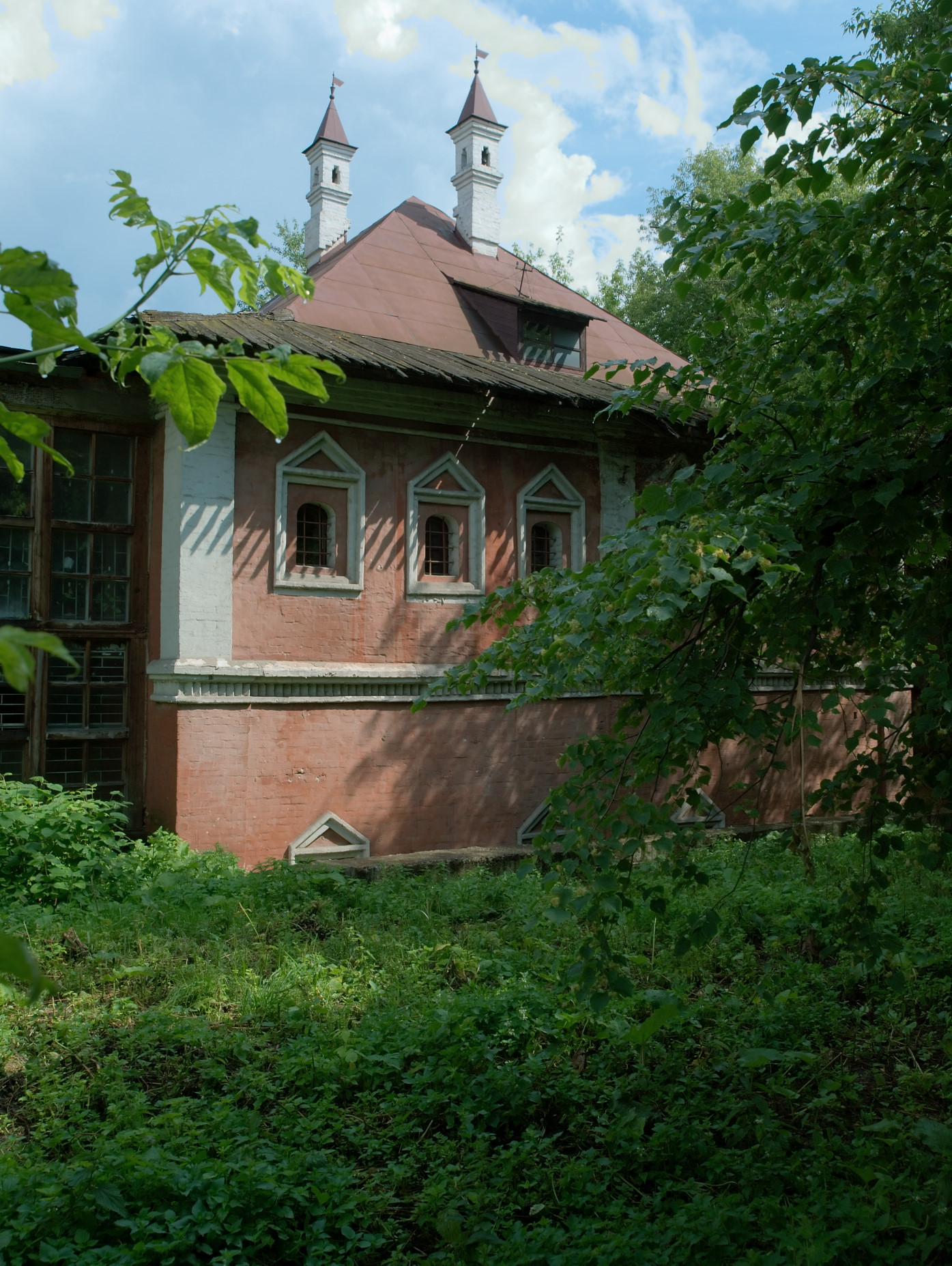
Палаты XVII века

### Исторические виды

Галерея
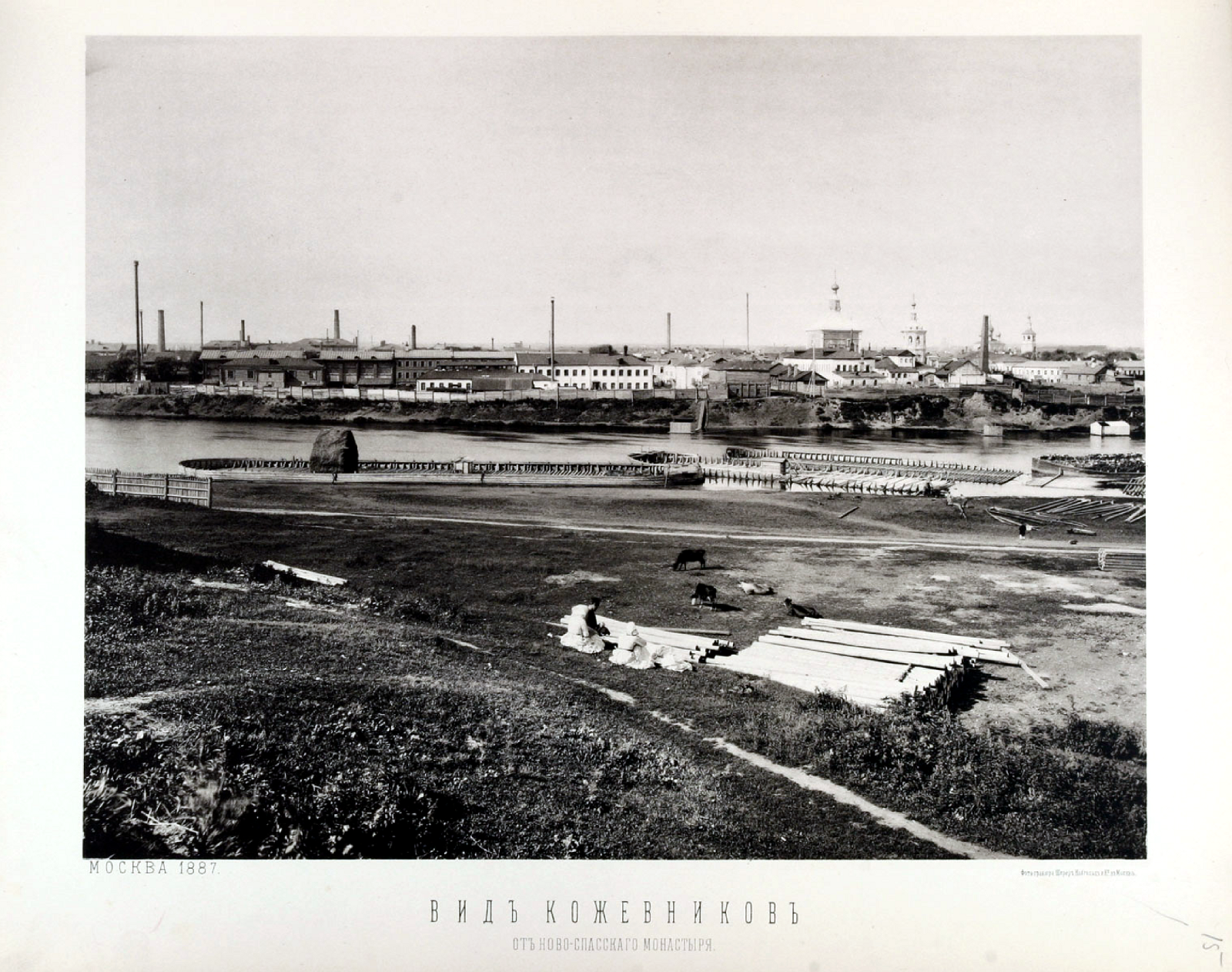
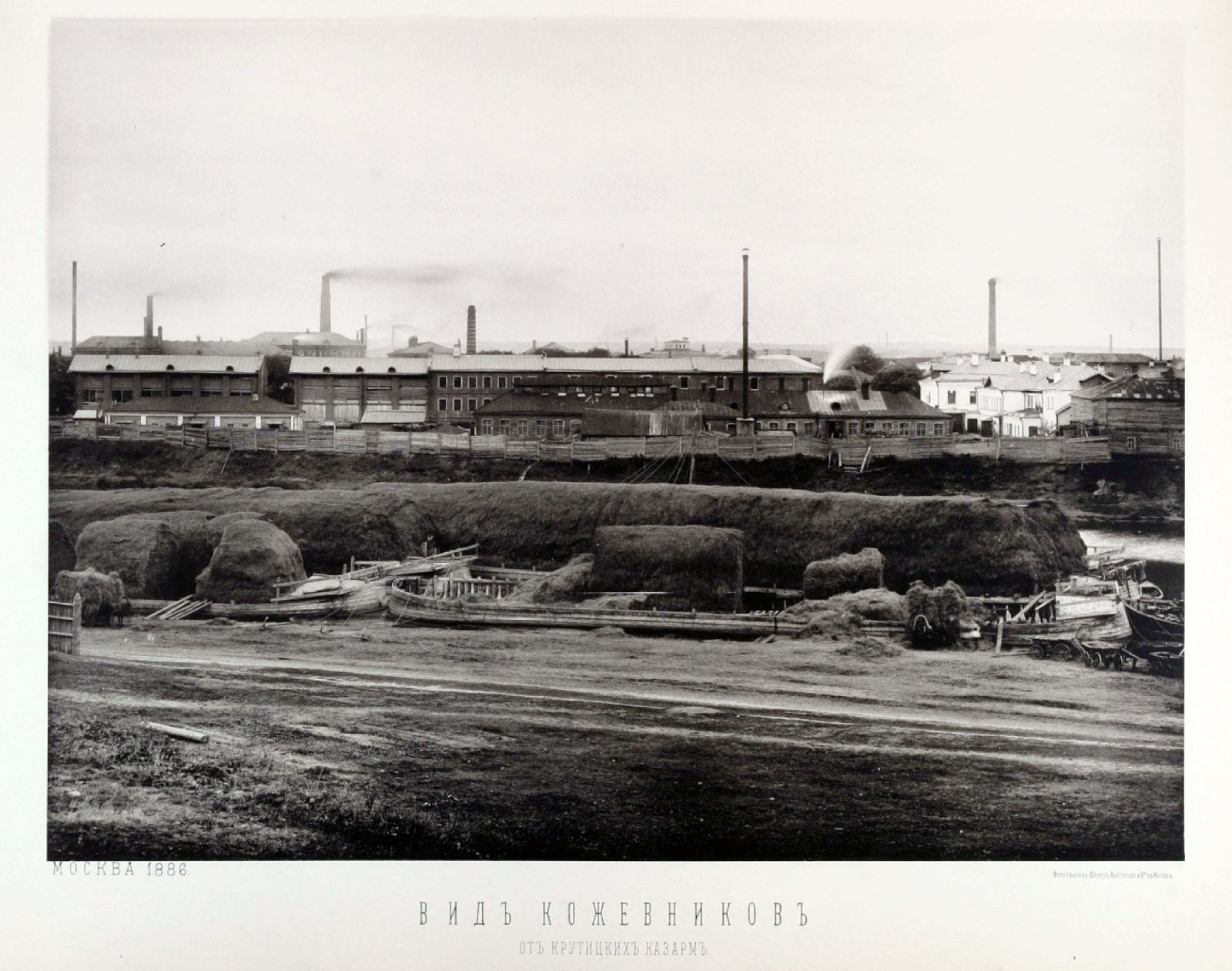